# Лесные филидоры
Лесные филидоры (лат. Automolus) — род воробьиных птиц из семейства печниковых.

## Описание
Довольно крупные печниковые, длина тела представителей разных видов варьирует от 16 до 20 см. Они тускло окрашены, с довольно крепким клювом, обитают в основном в нижних ярусах низменных влажных джунглей, некоторые виды предпочитают бамбуковые заросли. Устраивают свои гнезда в норах, вырытых на склонах.

## Виды
В состав рода включают 11 видов:
- Automolus rufipileatus (Pelzeln, 1859) — Красношапочный лесной филидор
- Automolus melanopezus (Sclater, 1858) — Буропоясничный лесной филидор
- Automolus cervinigularis (Sclater, 1857)
- Automolus ochrolaemus (Tschudi, 1844) — Коричневогорлый лесной филидор
- Automolus exsertus Bangs, 1901
- Automolus virgatus (Lawrence, 1867)
- Automolus subulatus (Spix, 1824)
- Automolus infuscatus (Sclater, 1856) — Оливковоспинный лесной филидор
- Automolus paraensis Hartert, 1902
- Automolus lammi Zimmer, JT, 1947
- Automolus leucophthalmus (Wied-Neuwied, 1821) — Белоглазый лесной филидор